# 고독한 미식가 (일본의 드라마)
《고독한 미식가》(孤独のグルメ 코도쿠노구루메[*])는 2012년부터 TV 도쿄에서 방영되고 있는 일본의 드라마이다. 쿠스미 마사유키 원작, 타니구치 지로 작화의 동명의 만화를 원작으로 하고 있다. 주연은 마츠시게 유타카이며 지금까지 10번째 시즌과 스페셜 드라마판이 방영되었다.

## 제작
TV 도쿄의 심야 드라마 작품은 제작위원회 형태로 주로 제작하고 있지만, 본작은 TV 도쿄가 저작권을 가지고 있으며, 단독 제작으로 되어 있다.
제작은 쿄도 TV가 담당하고 있으며, 요시미 켄지 프로듀서가 강하게 바라서 마츠시게 유타카가 고로 역을 맡게 되었다. 쿠스미는 Season1 이전에도 나가시마 카즈시게를 주연으로 한 드라마화 요청이 있었지만 거절하였다. 드라마화 기획은 당초에 쿄도 TV 그룹 회사인 후지 TV가 가져 갔으나 간부들에게 일축당하였으며 어쩔 수 없이 TV 도쿄가 가져 갔다고 한다. 처음에는 드라마가 아닌 다큐멘터리로 영화화를 기획하고 있었다.

### 촬영 방식
1화 당 2일에 걸쳐서 하루는 드라마 부분의 촬영이며, 다른 하루는 식사 부분을 촬영한다. 식사 부분을 촬영하는 날에는 전날에 식사를 하지 않고 촬영에 들어가기 때문에 그 날 첫 식사를 한 고로의 표정을 연출할 수가 있다고 하였다. 또, 촬영 현장에 각본가가 같이 있으며 실제로 식사한 마츠시게의 감상 등을 근거로 하여 대본이 추가되거나 수정된 후에 식사를 한 그 날 중에 촬영 장소의 대기실이나 야외 촬영 버스 등에서 고로의 독백이 녹음된다.
소개되는 식당은 대중 식당이나 선술집 등 고급진 곳이 아닌 일반 사람들이 다니는 가게가 주된 곳이며 방송 후에는 같은 것을 먹어보고 싶다고 긴 행열이 생긴다고 한다. 가게의 선정을 위해서 하나의 시즌에 150곳의 정도를 스태프가 분담해서 돌며 같은 가게에 여러 화를 통한 후에 촬영 요청을 하고 있다. 반대로 가게 이웃에서도 많이 요청이 오지만 그런 곳은 한 채도 채용하지 않는다. 단, 지방 촬영 경우에는 현지의 필름 커미션이나 관광 협회 등에서 추천을 받기도 한다.

## 불쑥 QUSUMI
드라마 본편 종료 후에 본편에 등장한 식당을 원작자 쿠스미 마사유키가 방문하여 점포의 추천 메뉴를 시식하는, 취재 형식의 미니 코너이다. 해설은 우에사쿠 토모키(TV 도쿄 아나운서)가 맡고 있다.
본편에서의 점포 종업원 역은 기본적으로 배우 또는 탤런트가 연기하지만 불쑥 QUSUMU는 보통의 미식 방송과 마찬가지로 실제의 종업원이 대응한다.
불쑥 QUSUMI는 오전 중의 취재도 많지만 쿠스미는 음주를 하면서 취재하는 일이 많다. 낮 한정 또는 밤 한정의 메뉴를 시간 외에 만들어 주어서 먹는 일도 있다. Season2만, 게스트와 같이 출연하는 회차가 있었다.

## 평가
마츠시게 유타카가 연기하는 이노가시라 고로는 먹성이 방송이 되는 시간대도 따라서 시청자의 식욕을 자극하며 야식 테러로 인기를 끌게 되며, 마츠시게의 지명도를 크게 올리게 되었다. 처음에는 성공을 불안시해서 ‘만화와는 별개’라는 쿠스미도 말을 바꿔서 극찬하게 되었다. 마츠시게 유타카는 Season3로 그만들 예정이었지만 고령층으로부터 다음은 몇 시에 하는지를 듣고 계속 하기로 의의를 남긴 것과 인간 독에도 걸리지 않았기 때문에 현재에 이르고 있다.
유로 CS의 채널 긴가에서는 Season1부터 Season8까지를 재방송하고 있다. 2018년부터는 BS TV 도쿄에서 일요일 저녁 6시 20분부터 스페셜 드라마판을 제외한 시리즈를 Season1부터 재방송하고 있다. 또, 제작사인 TV 도쿄에서도 주말 오후 4시 시간대에 부정기적으로 재방송을 하고 있다.
대한민국에서는 가장 인기가 높은 해외 드라마로 2018년 서울 드라마 어워즈에서 초청작상을 수상할 정도로 화제작이며 드라마에 등장한 요리를 먹기 위해서 일본을 방문하는 사람도 있다.

## 방송 시간
| 방송 채널                | 방송 기간                                                                      | 방송 시간                      | 비고                            |
| ------------------------ | ------------------------------------------------------------------------------ | ------------------------------ | ------------------------------- |
| TV 도쿄 ( 일본)          | 2012년 1월 5일 ~ 3월 22일                                                      | 매주 수요일 새벽 12:43 ~ 1:13  | 시즌 1                          |
| TV 도쿄 ( 일본)          | 2012년 10월 10일 ~ 12월 26일                                                   | 매주 수요일 밤 11:58 ~ 12:45   | 시즌 2                          |
| TV 도쿄 ( 일본)          | 2013년 7월 10일 ~ 9월 25일                                                     | 매주 수요일 밤 11:58 ~ 12:45   | 시즌 3                          |
| TV 도쿄 ( 일본)          | 2014년 7월 9일 ~ 9월 24일                                                      | 매주 수요일 밤 11:58 ~ 12:45   | 시즌 4                          |
| TV 도쿄 ( 일본)          | 2015년 10월 3일 ~ 12월 19일                                                    | 매주 토요일 새벽 12:12 ~ 12:52 | 시즌 5                          |
| TV 도쿄 ( 일본)          | 2017년 4월 8일 ~ 7월 1일                                                       | 매주 토요일 새벽 12:12 ~ 12:52 | 시즌 6                          |
| TV 도쿄 ( 일본)          | 2018년 4월 7일 ~ 6월 30일                                                      | 매주 토요일 새벽 12:12 ~ 12:52 | 시즌 7                          |
| TV 도쿄 ( 일본)          | 2019년 10월 5일 ~ 12월 21일                                                    | 매주 토요일 새벽 12:12 ~ 12:52 | 시즌 8                          |
| TV 도쿄 ( 일본)          | 2021년 7월 10일 ~ 현재                                                         | 매주 토요일 새벽 12:12 ~ 12:52 | 시즌 9                          |
| 도라마코리아 ( 대한민국) | 2018년 4월 6일 ~ 6월 29일                                                      | 매주 금요일 공개               | 시즌 7                          |
| 도라마코리아 ( 대한민국) | 2018년 8월 20일 ~ 11월 12일                                                    | 매주 월요일 공개               | 시즌 1                          |
| 도라마코리아 ( 대한민국) | 2018년 11월 19일 ~ 2019년 1월 8일                                              | 매주 월요일 공개               | 시즌 5 리마스터                 |
| 도라마코리아 ( 대한민국) | 2019년 10월 4일 ~ 12월 20일                                                    | 매주 금요일 공개               | 시즌 8                          |
| 도라마코리아 ( 대한민국) | 2020년 2월 5일 ~ 3월 13일                                                      | 매주 수요일 공개 (2화 연속)    | 시즌 2                          |
| 도라마코리아 ( 대한민국) | 2020년 2월 5일 ~ 3월 13일                                                      | 매주 금요일 공개 (2화 연속)    | 시즌 3                          |
| 도라마코리아 ( 대한민국) | 2020년 7월 2일 ~ 7월 23일                                                      | 매주 목요일 공개 (3화 연속)    | 시즌 4 리마스터                 |
| 도라마코리아 ( 대한민국) | 2020년 7월 31일 ~ 10월 16일                                                    | 매주 금요일 공개               | 시즌 6                          |
| 도라마코리아 ( 대한민국) | 2021년 7월 10일 ~ 7월 17일 2021년 8월 14일 ~ 8월 21일 2021년 9월 11일 ~ (예정) | 매주 토요일 새벽 12:52 공개    | 시즌 9 일본과 동시간대 스트리밍 |
| 도라마코리아 ( 대한민국) | 2021년 7월 24일 ~ 7월 31일                                                     | 매주 토요일 새벽 1:02 공개     | 시즌 9 일본과 동시간대 스트리밍 |
| 도라마코리아 ( 대한민국) | 2021년 8월 7일                                                                 | 매주 토요일 새벽 2:04 공개     | 시즌 9 일본과 동시간대 스트리밍 |
| 도라마코리아 ( 대한민국) | 2021년 8월 28일 ~ 9월 4일                                                      | 매주 토요일 새벽 12:57 공개    | 시즌 9 일본과 동시간대 스트리밍 |

## 결방 사유 및 연장
- 2021년 7월 22일 :

## 등장 인물
- 마츠시게 유타카 : 이노가시라 고로 역 (아역 : 松田陽大[주 2])

### 시즌 1
제1화
- 야마무라 미치 : 카페의 점장 역
- 미야우치 쥰코 : 귤을 내민 할머니 역
- 요시나가 미카 : 카페 점원 역
- 후쿠마 타쿠미 : 바보같은 남자 역
- 소마 유키미 : 바보랕은 여자 역
- 오노미치 에나 : 무녀 역
- 후쿠 마츠미 : 쇼스케(庄助) 점장 역
- 미키 유미 : 쇼스케 알바 역
- 하시모토 리키 : 샐러리맨 1 역
- 미야가와 토모카츠 : 샐러리맨 2 역
- 호리구치 야스토시 : 샐러리맨 3 역
- 카시와기 코지 : 단골손님 역

제2화
- 키노시타 타카유키(TKO) : 건축 장인 계의 남자 역 - 우정 출연
- 타테노 카이슈 : 남자 아이 역
- 타무라 메구미 : 엄마 역
- 이나모리 마코토 : 오너 역
- 코이데 노부아키 : 키노시타(木下) 할아버지 역
- 후루타 슈 : 니시오(西尾) 할아버지 역
- 야베 유타카 : 야마다(山田) 할아버지 역
- 마츠오카 아키오 : 키타시마(北島) 할아버지 역
- 오가사와라 히로시 : 고로의 할아버지 역
- 이케다 켄토 : 샐러리 맨 역
- 사오토메 슌노스케 : 직업 미상의 중년 미우라(三浦) 역
- 나카지마 사토시 : 식당 점장 역

제3화
- 아리가 사츠키 : 맨션 갤러리 야마다(山田) 역 - 우정 출연
- 시타미야 리호코 : 맨션 갤러리 사토(佐藤) 역
- 안도 료지 : 부동산 영업 니시모토(西本) 역
- 이다 타카히로 : 중국인 청년 점원 역
- 야마나카 유스케 : 학생 1 역
- 쿠리하라 히로타카 : 학생 2 역
- 이노 히로카츠 : 학생 3 역
- 하라 유리코 : 젊은 OL 1 역
- 타카하시 유카 : 젊은 OL 2 역
- 마츠에 이사무 : 티슈를 건네주는 남자 역

제4화
- 메구로 마키 : 코유키 역
- 오츠카 유리에 : 달리는 금발 여성 역
- 오쿠 요시미츠 : 달리는 중년 남성 역
- 코마다 유카 : 잡화점 점장 역
- 에이코 : 식장 남성 담당 역
- 카사이 유키나 : 식장 담당 여성 시노하라(篠原) 역
- 요시나가 미카 : 웨딩 드레스 여성 역
- 켄조 나오키 : 남자친구 역
- 스기야마 타츠지 : 예배실 내의 남성 담당자 역
- 카와노 히토미 : 예배실 내의 여성 담당자 역
- 우치나미 준 : 예배실 내의 카메라 맨 역
- 미야마에 키요리 : 로코디시 점장 역
- 모리야마 루이 : 주부 1 역
- 멘조 히로미 : 주부 2 역
- 요시카와 야스요 : 주부 3 역
- 카와카미 리나 : 여자 아이 역

제5화
- 호타루 유키지로 : 수상한 낚시꾼 역

제6화
- 다나카 요지 : 요시노 역
- 노조에 요시히로 : 돈가스 가게의 마스터 역

제7화
- 우지키 츠요시 : 재즈 찻집의 마스터 역
- 우메가키 요시아키 : 점쟁이 역

제8화
- 김기범 : 한류 아이돌 스타일의 남자 역
- 타카야마 키요시 : 관리자 풍의 남자 역

제9화
- 아사쿠라 아키 : 시노미야 역 - 극단 신인 여배우
- 사토 마사히로 : 극단 주재자 요시하라 역

제10화
- 마츠이 나오미 : 야채 가게의 부인 역

제11화
- 미호 준 : 선술집의 젊은 여장 역
- 오자와 마쥬 : 마키 역
- 모토 후유키 : 술 주정꾼 역
- 이치카와 치에코 : 선술집의 젊은 여장 어머니 역

제12화
- 아오야마 나나 - 미나미사와 나오
- 카운터 남성들 - 쿠스미 마사유키
- 유모차를 끄는 주부 - 히사모토 마사미
- 여성 점원 - 도미타 리오
- 점장 - 다이아몬드☆유카이

### 시즌 2
제1화
- 마스터(중화요리 산짱) - 사이토 사토루
- 사이온지(이노가시라의 상담상대) - 사토 아이코
- 미상들1 - 이노우에 히로카즈(오본 코본)
- 미상들2 - 바바조에 료이치(오본 코본)

제2화
- 여장(덴푸라 나카야마) - 네기시 토시에
- 가게 주인(덴푸라 나카야마) - 와카바야시 데츠유키
- 여성 고객1(모리오사무엔) - 카즈키 유미

제3화
- 사나다 카오리(이노가시라의 상담상대) - 나카야마 에미리
- 사나다 료코(카오리의 어머니 양복점을 경영) - 오오시마 요코
- 마스터(불고기 헤이와엔) - 스즈키 마사유키
- 상담상대 - 온다 마토무
- 불고기 점 직원 - 시오노야 케이코

제4화
- 카타오카 신이치(이노가시라의 상담상대) - 아이시마 카즈유키
- 카타오카 산드라(신이치의 아내) - 스즈키 지루
- 카타오카 리사(신이치의 딸) - 카마타 후코

제5화
- 시라이시 교수(이노가시라의 상담상대) - 이리에 마사토
- 늙은 남자 (커피문명 손님) - 사이키 시게루

제6화
- 진들 엄마(쓰촨가정요리) - 야마시타 요리에
- 후원남자 - 야마자키 다이스케
- 후원여자 - 봐찌스토 오타(섹시 요세)
- 코토 (토코사진 스튜디오) - 모리시타 요시유키
- 맞선 사진 여성 - 효도 유키(섹시 요세)
- 새로운 후원자 - 오오니시 타케시

제7화
- 베테랑 어부(이오카 어항) - 갓츠 시마츠
- 차장(초오시 전철) - 사이토 세이로쿠
- 엄마1(츠치야 식당) - 우에스기 후타미
- 엄마2(츠치야 식당) - 오미 타에코
- 엄마3(츠치야 식당) - 카타오카 토미에
- 아버지 - 콘노 테츠하루

제8화
- 요코야마 다이스케(이노가시라의 상담상대) - 나가에 히데카즈
- 요코야마 미나코(이발소 타카하시 이발사) - 아나미 아츠코
- 대장(잔코 캅포 오오치)- 사에키 아라타
- 모리타 씨(잔코 캅포 오오치 점원) - 와타나베 스기에
- 대여장(잔코 캅포 오오치) - 이토 에이코

제9화
- 핫토리 쿠미코(이노가시라의 상담상대) - 토모사카 리에
- 파치 마시는 남성 - 요시다 루이
- 점원1(커피도장 사무라이) - 미우라 마사키
- 외국인1 - ERICA
- 코메다(커피도장 사무라이 손님) - 누쿠미즈 요이치

제10화
- 갈색 머리 어머니(대중 캅포 논이나 직원) - 마츠카네 요네코
- 갈색 머리 어머니(대중 캅포 논이나 직원) - 가와마타 시노부
- 어머니(다루마와 모치과자 점) - 야마구치 미야코
- 스가누마(스가누마 초롱점 주인)- 시마다 큐사쿠

제11화
- 스즈모토(타이 요리 라이카노 손님) - 하세가와 히로키
- 여성점원A(라이카노) - 사츠카와 아이미
- 여성점원B(라이카노) - 우에노 나츠히
- 여성 손님(1) - 시미즈 히토미(섹시 요세)
- 여성 손님(4) - 마미야 유키
- 요시다 미유키(고로 친구) - 토요타 마호

제12화
- 마스터(이노가시라의 상담상대) - 마시마 히데카즈
- 이시다(ONE SHOT BAR LUISE 손님) - 지츠나시 사토루
- 여성 점원(타카네) - 카와무라 유키에
- 아줌마(고쇼쿠지쥬 점원) - 하기와라 리에
- 카운터들(1) - 키타다이 타카시
- 카운터들(2) - 야시로 신고
- 카운터들(3) - 쇼겐 케이조(3가가헷즈)
- 딸(고쇼쿠지쥬) - 치바 마사코
- 엄마(고쇼쿠지쥬) - 카야시마 나루미

훌쩍 QUSUMI 게스트
- 나기라 켄이치(신마루코)
- 하바 요시타카(누마부쿠로)
- 아소잔다이훈카(하쿠라쿠)
- 과적재이다 (게이세이 코이와)
- 시라사키 에미(료고쿠 / 샹샹 타이푼)
- 사이토 세이로쿠(쥬죠)
- The Screen Tones[16](미타카)

### 시즌 3
제1화
- 구로다 마리코 - 히로타 레오나(우정 출연)
- 간식 엄마 - 시미즈 미치코
- 미나미키(기모노 점 주인) - 센본마츠 키헤에
- 푸치몬도 점원 - 우에스기 미히로
- 중년남성들 - 이시쿠라 사부로

제2화
- 다이이치정 점원 (여동생) - 아메쿠 미치코
- 후원자 - 후와 만사쿠
- 사카가미 시오리 - 유이 료코
- 여성 스탭 타바타 - 요시카와 마리아
- 포장 판매하는 남성들 - 홋타 마사루
- 커플 남자 역 - 하세가와 신야

제3화
- 카도야 아빠 - 와타나베 테츠
- 카와츠 여성 종업원 - 마시타 유키
- 카도야 엄마 - 미타니 에츠요
- 카도야 아줌마 - 나카시마 가나에
- 아줌마(1) - 마츠야마 히사코
- 아줌마(2) - 쿠도 토키코

제4화
- 우오타니 부인 - 하마다 마리
- 바둑판 점 주인 - 에비스 요시카즈
- 오오타니 - 타가미 히로시
- 우오타니 대장 - 오오우치 아츠오
- 중년 샐러리맨C - 콘노 테츠지
- 중년 샐러리맨D - 와타나베 료스케

제5화
- 토키타 미노투 - 이시마루 켄지로
- 캐러밴 사라이 여성 점원 - 쿠게 메구미
- 캐러밴 사라이 점원 - 고바야시 슌
- 커플 여자 - 오카무라 에리

제6화
- 야마겐 점원 엄마 - 츠노가에 카즈에
- 갓파 시즈카 - 안도 타마에
- 야마겐 점원 딸 - 타키자와 료코
- 야마겐 점원 아버지 - 와타나베 타케시
- 타케 씨 - 하라다 17세
- 후배 - 체리요시 타케

제7화
- 가게 주인 야마 - 야마다 키누오
- 보라쵸 엄마 - 마츠우라 사치코
- 40대 부부 남편 - 쿠가사와 토오루

제8화
- 나가누마 - 오오스기 렌
- 키타 - 마기
- 시바 - 후카자와 아츠시
- 사치요 - 미야모토 유코
- 안보 - 홋타 마사루
- 찻집 주인 - 쿠라우치 히데키
- 중년 남성들A - 하타노 노부타카

제9화
- 마치다 요코 - 츠츠이 마리코
- 여성 점원(1) - 콘노 나루미
- 여성 점원(2) - 요시노 유미
- 임산부 고객 - 마부치 후미카

제10화
- 오키타 마사요시 - 다야마 료세이
- 돈베이 주인 - 하야시 야스후미
- 후원자 - 야마나카 소
- 돈베이 부인 - 요시다 아사미
- 간호사들(1) - 다카하시 마코토
- 간호사들(2) - 미야우치 카렌
- 후쿠센 주인 - 카와쿠라 케이조

제11화
- 오오쿠마 히데유키 - 오구라 히사히로
- 조 아버지 - 이토 코준
- 조 엄마 - 카츠쿠라 케이코
- 라이더들(1) - 카토 유타카
- 노인들(2) - 이하라 미키오
- 50대 부부들 남편 - 오바나 칸지
- 트럭 운전사들 - 타카야마 켄지

제12화
- 고양이 카페 소유자 다나카 - 마츠자와 카즈유키
- 다루마야의 남편 - 벤가루
- 다루마야의 부인 - 아사카 마유미
- 샐러리맨들 - 다카하시 요
- 로라이테이 여성 점원(2) - 모리타 아야카
- 30 대 OL들(2) - 유키 사나에
- 다루마야의 중년남성들 - 산유테이 도라쿠

Season4(2014년)
제1화
- 오오하시 코조 - 시가 코타로
- 미유키 식당 점원1 - 후세 에리
- 50대 남성들 - 이가와 테츠야

제2화
- 어머니 - 시바타 리에
- 사사가와 히토미 - 히로오카 유리코
- 여성점장 - 이시이 아스카
- 부티크 점원 - 아이즈미 모에리

제3화
- 젊은 여장 - 아오야마 노리코
- 모미양 - 도이 요시오

제4화
- 타니무라 유야 - 노마구치 토오루
- 여장 - 엔죠지 아야
- 시노 - 코미야 아리사
- 타니무라 쿄코 - 마츠야마 아이리

제5화
- 야마시타 - 토쿠이 유

특별편! 한여름의 하카타 출장 스페셜
- 우동집 주인 - 코마츠 마사오
- 오쿠무라 테츠야 - 나카무라 유지
- 한부 여주인 - 리리
- 상공회의소 임원 - 나카무라 야스히
- 이치이토모 대장 - 토미타 카즈오[17]
- 샐러리맨1 - 켄보 다나카
- 샐러리맨2 - 아카미네 토본
- 샐러리맨3 - 모리모토짱
- 샐러리맨4 - 컴뱃 만
- 샐러리맨5 - 코토부키 카즈미
- 샐러리맨6 - 카네다 쇼타
- OL1 - 야마구치 아키요
- OL2 - 세토 사오리
- OL3 - 후지타 카나
- 현지객1 - 나카가와 돗페루
- 현지객2 - 이케우치 유스케
- 현지객3 - 아베 테츠요

제6화
- 이자와 유카리 - 유민
- 카말 풀 주인 - 야마나카 타카시
- 세 남성 승객2 - 마츠자키 켄고

제7화
- 마메조 주인 - 코히나타 후미요
- 마메조 부인 - 니시다 나오미
- 사카이 - 토치 히로키
- 후린야 주인 - 카와치 히로시
- 현지객1 - 사카키 나오
- 혼자들 - 오오세 마코토

제8화
- 주인 - 테라지마 스스무
- 부인 - 호리우치 케이코
- 이시카와 - 와다 소코
- 여성 손님1 - 타치바나 미오

제9화
- 샹웨이 주인 - 모로 모로오카
- 타키야마 - 무라타 타케히로
- 야구장 아버지 - 탄코보 키바지
- 커플 남성들 - 니시야마 유키히로무
- 커플 여성들 - 하리 사키코

제10화
- 카와모토 - 사사노 타카시
- 레스토랑 아톰 주인 - 후지와라 요시아키
- 후지타 - 이리에 타카시
- 오오쿠라 - 나리마츠 오사무

제11화
- 시라토리 미레이 - 이사야마 히로코
- 젊은 사무원 - 소다 마리에
- 산탄다 유타카 - 난바 케이이치
- 2명 손님 남성 - 파마이 마사하루
- 2명 손님 여성 - 모리오카 도모나

제12화
- 사이키 대장 - 이시바시 렌지
- 찻집 주인 - 코바야시 켄타로
- 다카하시 - 스와 신지
- 여성점원1 - 츠네요시 리에
- 여성점원2 - 미야사카 아리사
- 남성 한명 손님 - 지지 부

Season5(2015년)
제1화
- 사코타 - 테라다 미노리
- 엄마 - 니시오 마리
- 사자나미 - 요리츠네 아키코
- 미녀 - 마아리

제2화
- 슈 씨 - 아사노 아츠코
- 타지마 - 사토이 켄타
- 접수양 - 다나카 에미

제3화
- 선배 - 카쿠다 노부아키
- 여성점주 - 이토 카즈에
- 사치코 - 카이 마리에
- 커플들 남자 - 이나바 유
- 커플들 여자 - 마츠바라 시오리

제4화
- 타카코 - 오쿠보 마리코
- 손님1 - 뉴뉴
- 손님2 - 리아
- 야마무라 - 류 라이타

제5화
- 류쩬이 - 미즈마 론
- 우랑 - 조문선

제6화
- 대장 - 카타기리 류지
- 야시로 케이스케 - 호리베 게이스케
- 중년 샐러리맨1 - 마츠다 세이고
- 중년 샐러리맨2 - 하기와라 료스케
- 중년 샐러리맨3 - 후지카와 사부로
- 단골객 - 이시바시 테츠로
- 미유키 - 와시오 마치코

제7화
- 사이토 레이 - 아사미 레이나
- 점주 - 카와노 나오키
- 중년 남성들 - 카타야마 료
- 노인들 요시다 - 미키 커티스

제8화
- 우치다 아내 - 요코야마 메구미
- 여성점원 - 카사기 이즈미
- 오자키 - 이시이 켄이치

제9화
- 아버지 점원 - 아리조노 요시키
- 엄마 점원 - 호시노 아키코
- 사장 - 시이나 타이조
- 야마자키 - 츠카지 무가

제10화
- 간호사 - 스도 아츠코
- 남성환자 - 우스이 마사히로
- 어머니 - 이노우에 마미
- 아버지 - 카와라다 야스케
- 의사 - 기타무라 유키야

제11화
- 엄마 - 시게타 치호코
- 아들 - 마에노 토모야
- 어린이 - 가와모토 아야무
- 점주 - 츠즈키 켄지
- 대학생들1 - 쿠보 히로타카
- 대학생들2 - 야마모토 미키코
- 대학생들3 - 미리
- 아줌마들1 - 미시마 유키코
- 아줌마들2 - 나카오 후미코
- 단골 여성 고객 - 아사다 히카루
- 마마 - YOU

제12화
- 사장 - 츠치야 노부유키 (나이트)
- 사원 - 하나와 노부유키 (나이트)
- 모리타 - 노다 케이이치
- 우츠미 - 호소노 쿄코
- 쿠스미 - 쿠스미 마사유키
- 여주인 - 토미타 야스코

### 설날 스페셜
- 도쿠샤쿠 산시로의 여주인 - 토코시마 요시코
- 콘도 염색 공장 아베 전무 - 모리사키 히로유키
- 지유켄의 마스터 - 혼다 히로타로
- 지유켄의 점원 - 니시하라 아키

### 특별편 한여름의 도호쿠 미야기 여행편
- 마키하라 타츠야 - 무카이 오사무
- 키시모토 - 와타나베 잇케
- 아저씨 - 덴덴
- 여주인 - 요 키미코

### 설날 스페셜~이노가시라 고로의 긴 하루
- 중화요리점 엄마 - 미야자키 요시코
- 상사 사장 - 기타무라 소이치로
- 고기 요리점 점장 - 와다 마사토

### 시즌 6
제1화
- 부동산 판매 시마자키 - 롯카쿠 세이지
- 구시카쓰 가게의 점원 - 나미오카 카즈키
- 오코노미야키 가게의 손님 - 이케노 메다카
- 포장마차 손님 - 시모야나기 쓰요시

제2화
- 타케우치 사쿠라 - 코치 마치코
- 젊은 여장 - 쿠보타 마키
- 여주인 - 이케다 미치에

제3화
- 쿠도 - 야마자키 시게노리
- 여성 점원 - 타니무라 미츠키

제4화
- 무라야마 마리코 - 테즈카 사토미
- 마리코의 아들 타케시 - 후쿠치 카나루
- 불고기 점의 인기 여성 미유 - 시라이시 세이

제5화
- 하마사키 덴스케 - 하마다 가쿠
- 아야 - 야마시타 리오
- 마담손님 - 오카모토 레이
- 지로 - 와카바야시 고

제6화
- 스즈키 시한다이 - 타카하시 츠토무
- 미셸 - 로마 토니오로
- 마담 - 히라야마 이킨

제7화
- 사에지마 - 쿠보즈카 슌스케
- 젊은 여장 - 카와카미 마이코

제8화
- 타케우치 - 오카다 코키

제9화
- 토도 - 카미오 유
- 부인 - 사토 히토미

제10화
- 여장 - 마츠모토 아키코
- 단골 손님 마츠다 - 사토 가지로
- 쿠로카와 - 이시이 마사노리

제11화
- 잡지 편집자 카와시마 히데키 - 카타기리 진
- 점원 하마다 - 미즈사와 에레나

제12화
- 와타나베 정의 - 하세가와 토모하루
- 마스터 - 무로츠요시
- 연속 손님 - ANI (스차다라파)

### 오미소카 스페셜~먹고 납부! 세토우치 출장편~
- 나카무라 유키코 - 야마무라 모미지
- 대장 - 에모토 아키라
- 여주인 - 키무라 미도리코
- 단골 손님 - 단칸
- 남성 단골 손님 - 타케하라 신지
- 세가와 에이코

### 시즌 7
제1화
- 타바타 토모코 : 여주인 역
- 야마시타 켄지 : 아라이야 남편 역
- 키노 하나 : 아라이야 아내 역

제2화
- 이시노 요코 : 여주인 역
- 오와다 바쿠 : 나카니시 테츠오 역

제3화
- 와타나베 고타 : 점원 역
- 토요타 에리 : 야마모토 캐서린 역

제4화
- 토즈카 준키 : 누마타 역
- 타나카 소겐 : 마에카와 역
- 마사나 보쿠조 : 차장 역

제5화
- 나카야마 시노부 : 스기야마 역
- 오카다 요시노리 : 가게 주인 역

제6화
- 후카와 료 : 점장 오쿠다 역
- 히노 요진 : 대장 역
- 아치와 사토미 : 여주인 역

제7화
- 성시경 : 임 사장 역
- 박정아 : 박수영 역

### 시즌 9
1화
- 료 : 상담 상대 무라이 미사키(村井美咲) 역
- 칸나즈키 : 남성 손님 역
- 미나미 요시코 : 점주 역
- 키노시타 마나카 : 시바타 유미(柴田由美) 역
- 타나카 토루 : 남자 학생 야스다(安田) 역

2화
- 코사카이 카즈키 : 타이쇼(大将) 역
- 마츠오 사토루 : 미나미 쇼타(南将太) 역

## 스태프
- 원작 - 저작: 쿠스미 마사유키 / 작화:타니구치 지로《고독한 미식가》(후소샤 간행 / 주간 SPA!)
- 각본 - 다구치 요시히로 / 이타사카 히사시 (Season1) / 코다마 요리코 (Season2 - 3, Season5)
- 각본협력 - 다구치 요시히로
- 음악 - The Screen Tones
- 음악 녹음 - 토다 타카히로 (Season1 - 3) / 타무라 토시 히데 (Season4)
- 감독 - 미조구치 켄지 / 호라이 타다아키 (Season1 - 3) / 이가와 타카시 (Season3 - 4)
- 연출 보조 - 호라이 타다아키, 이가와 타카시, 키타바타 류이치
- 타이틀 백
  - 《광야한 미식가》(작곡:쿠스미 마사유키, 후쿠무라 사토시 / Season1 - 2)
  - 《고독한 툰드라》(작곡:쿠스미 마사유키 / Season3)
  - 《Oriental Goro》(작곡:쿠스미 마사유키 / Season4)
  - 《은마야 은마야》(작곡:쿠스미 마사유키 / Season5)
  - 《애수의 미식가》(작곡:쿠스미 마사유키 / Season6)
- 오프닝 나레이션 - 카시와기 아츠시(Season1 - 4)→노다 케이이치(Season5 -)
- 내레이터 - 우에쿠사 토모키
- 오프닝 CG - GASP
- 음향효과 - 카네코 히로시 (플로레스)
- 캐스팅 협력 - 타카야나기 아키히로 (Season4)
- 편성 - 이세키 하야토 (Season1 - 2) / 소리마치 유타카 (Season3 - 4)
- 프로듀서 - 카와무라 쇼코, 요시미 켄시 (쿄도 TV) / 아베 신시 (Season2) / 키쿠치 타케히로 (Season4)
- 치프 프로듀서 - 야마가 타츠야 (Season5)
- AP - 스즈키 미나코 (Season4)
- AD - 무라카미 하루카 (Season1 - 2) / 타바타 아야코, 키타오 켄토(Season3) / 야마시타 미오, 리수진 (Season4)
- 제작협력 - 쿄도 TV
- 저작권 - TV 도쿄

오프닝 테마
《JIRO'sTitle》(작곡 : 쿠스미 마사유키)
드라마 본편 엔딩 곡
마츠시게 '고로' 유타카의 테마 《STAY ALONE》 (작곡:쿠스미 마사유키, 후쿠무라 사토시)
엔딩 테마
《고로의 12PM》(작곡:쿠스미 마사유키 노래:덴미)

## 방송 일자
고독한 미식가의 에피소드 목록

### 내용주
1. ↑  일본 방송사인 TV 도쿄에서 방영이 끝나는 시간이다.
2. ↑  시즌 1 2화에서 게스트로 출연하였다.

### 참조주
1. ↑  tx_kodokugurume (2019년 11월 8일). “今夜の #孤独のグルメ は「卓球ワールドカップ団体戦」中継の影響により、深夜0時52分〜1時32分の放送になりました” [오늘밤의 #고독한_미식가는 '탁구 월드컵 단체전' 중계 영향으로 심야 0시 52분 ~ 1시 32분에 방송하게 되었습니다] (트윗) (일본어). 2019년 11월 30일에 원본 문서에서 보존된 문서. 2019년 11월 30일에 확인함.
2. ↑  “ドラマ「孤独のグルメ」Pが語る 松重豊を五郎役に決めたワケ” [드라마 "고독한 미식가" 프로듀서가 말하는, 마츠시게 유타카를 고로 역할로 정한 이유]. 《日刊ゲンダイ》 (일본어). 2015년 9월 30일. 2015년 10월 1일에 확인함.
3. ↑  쿠스미 마사유키 [qusumi] (2010년 2월 4일). “「K独のグルメ」のテレビドラマ化の話が来たが、主演が長嶋一茂ということなので、丁重にお断りする。長嶋一茂は嫌いではありませんが、ちょっと。” ["K독한 미식가"의 드라마화의 이야기가 왔지만, 주연이 나가시마 카즈시게라는 것이라서 정중하게 거절합니다. 나가시마 카즈시게는 싫지는 않지만, 조금...] (트윗) (일본어).
4. ↑  “「孤独のグルメ」はフジでボツに テレ東躍進はロケ率にあり” ["고독한 미식가"는 후지에서는 망, TV 도쿄 약진은 로케율에 있음]. 《日刊ゲンダイ》 (일본어).
5. 1 2 3  “孤独のグルメ プロデューサーが語るヒットの裏側 "葛藤"と"挑戦"も” [고독한 미삭가 프로듀서가 말하는 히트의 이면]. 《毎日新聞》 (일본어). 2016년 1월 1일. 2016년 6월 8일에 원본 문서에서 보존된 문서. 2019년 9월 27일에 확인함.
6. ↑  “孤独のグルメ：松重豊“五郎”の一人飯　うまそうに見える三つの理由” [고독한 미식가: 마츠시게 유타카 "고로"의 혼밥이 맛있어 보이는 세 가지 이유] (일본어).
7. ↑  “1話につき50軒回ることも！　スタッフが足で探す「孤独のグルメ」店探しの秘密” [1화 당 50곳을 도는 것도! 스태프가 발로 찾는 "고독한 미식가" 가게 찾기의 비밀] (일본어).
8. ↑  “旭川観光コンベンション協会パンフレット” [아사히카와 관광 컨벤션 협회 팸플릿] (PDF) (일본어).
9. ↑  “またまた“夜食テロ”に襲われる!? 深夜ドラマ「孤独のグルメ」第3シーズン、7/10から” [또 다시 “야식 테러” 당하다!? 심야 드라마 "고독한 미식가 제3시즌, 7/10부터] (일본어).
10. ↑  “原作者・久住昌之に聞く『孤独のグルメ』の"つぼ"” [원작자 쿠스미 마사유키에게 듣는 "고독한 미식가"의 "포인트"] (일본어).
11. ↑  beテレビ (2014년 8월 16일). “孤独のグルメ Season4に出演 松重豊” [고독한 미식가 Season4에 출연 마츠시게 유타카]. 《朝日新聞》 (일본어).
12. ↑  “”顔芸“で俄然注目 「HERO」躍進の陰の立役者・松重豊”. 《週刊文春》. 2014년 9월 18일호. 51쪽.
13. ↑  “孤独のグルメ” [고독한 미식가]. 《チャンネル銀河》 (일본어). 2021년 1월 29일에 확인함.
14. ↑  “知りたくなる韓国” [알고 싶어지는 한국]. 《有斐閣》. 2019년. 251쪽.
15. ↑  “「ひとりごはん」がタブーの韓国で「孤独のグルメ」が大人気の理由” ["혼밥"이 금기시되는 한국에서 "고독한 미식가"가 대인기인 이유]. 《文春オンライン》 (일본어). 2018년 10월 5일. 2021년 1월 29일에 확인함.
16. ↑  샤케 도다 타카히로는 결석.
17. ↑  이치이토모 대장 본인이 드라마 본편에 출연.